# IC 632
IC 632 ist eine Spiralgalaxie vom Hubble-Typ Sa im Sternbild Sextant südlich des Himmelsäquators. Sie ist schätzungsweise 245 Millionen Lichtjahre von der Milchstraße entfernt.
Das Objekt wurde am 9. Mai 1893 von dem französischen Astronomen Stéphane Javelle entdeckt.